# 基里尔·康德拉辛
基里尔·彼得罗维奇·康德拉辛（俄语：Кирилл Петрович Кондрашин，羅馬化：Kirill Petrovič Kondrašin，1914年3月6日［儒略曆2月21日］—1981年3月8日），又译康德拉申、孔德拉申，俄国指挥家。

## 生平
俄历1914年2月21日，康德拉辛生于莫斯科的一个音乐世家。六岁开始学习钢琴，后随尼古拉·日利亚耶夫学习音乐理论。1932–36年就读于莫斯科音乐学院，师从指挥家鲍里斯·凯金。康德拉辛于1931年起在莫斯科青年剧院指挥，三年后继续在莫斯科斯坦尼斯拉夫斯基和涅米罗维奇-丹琴科学术音乐剧院担任助理指挥。1936-1943年他在列宁格勒小剧院（Malïy Theatre）指挥。在1938年的第一届全苏指挥大赛上，他获得了荣誉奖项（honorary diploma）。1943-1956年，他在莫斯科大剧院任指挥。他对肖斯塔科维奇的第一交响曲的演出吸引了作曲家的关注，并促成了他们之间坚固的友谊。1956起他成为莫斯科爱乐乐团首席指挥。
1958年首届柴可夫斯基国际音乐比赛中，美国钢琴家范·克莱本获得一等奖，康德拉辛担任其伴奏的指挥。比赛结束后，他随克莱本巡演美国，成为冷战开始以来第一位访问美国的苏联指挥家。他们录制了在比赛中演奏过的拉赫玛尼诺夫第三钢琴协奏曲和柴可夫斯基第一钢琴协奏曲。在美国售出了数百万张唱片。他们为RCA唱片录制的柴可夫斯基唱片是第一张达到百万销量的古典唱片。后来，在1972年，克莱本和康德拉辛再次合作，演出了勃拉姆斯的第二钢琴协奏曲，由莫斯科爱乐乐团伴奏；这场演出的录音最终由RCA唱片于1994年与录音室版的拉赫玛尼诺夫的帕格尼尼主题狂想曲一同发行。
1960-1975年，康德拉辛担任莫斯科爱乐乐团的音乐总监。在此期间，他在1961年12月进行了肖斯塔科维奇的第四交响曲的首演，来年进行了第十三交响曲的首演。他曾多次与罗斯特罗波维奇、奥伊斯特拉赫和里赫特等著名苏联音乐家在欧洲和美国进行演出。
1978年12月，康德拉辛在荷兰巡演时突然寻求政治庇护，理由是在苏联他的艺术自由被扼杀，苏联当局因此封禁了他之前的录音。他还成为皇家音乐厅乐团的终身客座指挥。他还与维也纳爱乐乐团建立了短暂而富有成效的合作。1981年他成为巴伐利亚广播交响乐团首席指挥，但在上任之前因心肌梗死突然逝世于阿姆斯特丹，当天他还指挥北德广播交响乐团演出了马勒的第一交响曲。
康德拉辛在旋律唱片公司录制的肖斯塔科维奇交响曲全集被认为是权威版本。

## 获奖与荣誉
- 第一届全苏指挥大赛荣誉奖项（1938年）[1]
- 斯大林奖，一等（1948年）——在莫斯科大剧院指挥亚历山大·谢罗夫（英语：Alexander Serov）的歌剧《恶魔的力量（英语：The Power of the Fiend）》
- 斯大林奖，二等（1949年）——在莫斯科大剧院指挥斯美塔那的歌剧《被出卖的新嫁娘》
- 苏俄功勋艺术工作者（1951年）
- 格莱美奖，最佳古典乐器独奏（与管弦乐队合作）（1960年）（作为指挥与范·克莱本、空中交响乐团演出拉赫玛尼诺夫第三钢琴协奏曲）
- 苏俄人民艺术家（1965年）
- 苏俄格林卡国家奖（英语：Glinka State Prize of the RSFSR）（1969年）
- 苏联人民艺术家（1972年）
- 十月革命勋章（1974年）[9]
- 劳动红旗勋章

## 相关作品
- 基里尔·康德拉辛：指挥的艺术。Piper, München 1989，ISBN 3-492-03264-8